# Генрих фон Вальбек
Генрих фон Вальбек (973 — умер 25 ноября после 1014) — граф Вальбека, старший сын графа Зигфрида фон Вальбек и Кунигунды фон Штаде, брат епископа и историка Титмара Мерзебургского.

## Биография
В 991 году наследовал после отца графство Вальбек, находящееся в совместном владении двух ветвей Вальбекского дома. Графами Вальбек также были его дядя маркграф Северной марки Лотарь (ум. 1003), а потом кузен Вернер (ум. 1014).
В 998 году вместе с братом Фридрихом участвовал в авантюре, затеянной его кузеном Вернером. После того как Экхард Мейсенский разорвал помолвку его дочери Лиутграды с Вернером, Вернер, Генрих и Фридрих выкрали невесту из аббатства Кведлинбург. Похищение удалось, но после княжеского съезда, на котором Вернер получил прощение, аббатиса Кведлинбурга Матильда, воспитательница Лиутгарды, увезла девушку с собой.
Осенью 1004 года Генрих участвовал в походе короля Генриха против Болеслава Храброго.
Во то время, когда Титмар был епископом Мерзебургским (1009—1018), Генрих с согласия Фридриха передал Тундерслебен, одно из владений графов Вальбек, Мерзебургской епархии.
В ноябре 1014 года кузен Вернер организовал похищение Рейнхильды, владелицы Бейхлингена, с намерением жениться на ней, но в нём Генрих не участвовал. Само похищение закончилось плачевно для Вернера, он был тяжело ранен и должен был предстать перед королевским судом. Дело обсуждалось на княжеском съезде в Мерзебурге 10 ноября. Генрих должен был огласить решение съезда на суде, но суд не состоялся — Вернер скончался уже на следующий день.
Это последнее упоминание о Генрихе. Судьба графства Вальбек после его смерти не вполне ясна, но следующим известным по источникам графом Вальбека был его племянник Конрад.

## Брак
Генрих был женат. Жена его, неизвестная по имени, умерла в 1002—1004 годах (после того как Титмар стал настоятелем монастыря в Вальбеке и до его поездки в Кёльн в 1003 или осенью 1004). О потомстве его ничего не известно.